# Jardiner auri
El jardiner auri (Sericulus aureus) és una espècie d'ocell de la família dels ptilonorínquids (Ptilonorhynchidae) que habita la selva humida de les terres baixes de l'oest de Nova Guinea.